# 헝가리 왕국 (1920년~1946년)
헝가리 왕국(헝가리어: Magyar Királyság 머저르 키라이샤그[*])은 1920년부터 1946년까지 중앙유럽에 존재했던 국가로 현재의 헝가리와 주변 국가에 존재했던 국가이다.
1918년 제1차 세계 대전의 종전과 함께 오스트리아-헝가리 제국이 해체되면서 헝가리 민주공화국이 수립되었다. 1919년에는 쿤 벨러를 중심으로 한 헝가리 공산당이 헝가리 민주공화국을 무너뜨리고 헝가리 평의회 공화국을 수립했지만 1919년 4월 루마니아 군대가 헝가리를 침공하면서 헝가리-루마니아 전쟁이 발발하게 된다.
1919년 6월에는 오스트리아-헝가리 제국 해군 제독을 역임했던 호르티 미클로시가 이끄는 헝가리 국민군이 헝가리 전역에서 봉기를 일으켰다. 1919년 8월에는 루마니아 군대가 부다페스트를 점령하면서 헝가리 평의회 공화국은 소멸되었다.
1920년 3월 1일에는 헝가리 의회에서 다수를 차지하고 있던 보수파 세력이 군주제 복귀를 결의했으며 호르티 미클로시를 섭정으로 추대했다. 왕국을 표방한 헝가리는 오스트리아-헝가리 제국의 황제를 역임했던 카를 1세(헝가리의 카로이 4세)의 복위를 요구했지만 제1차 세계 대전의 연합국의 반대로 인해 무산되고 만다. 이 때문에 헝가리는 국왕이 없는 왕국이 되었다.
1920년 6월 4일 체결된 트리아농 조약에 따라 헝가리는 오스트리아-헝가리 제국의 영토 가운데 70%를 루마니아, 체코슬로바키아, 유고슬라비아 등 주변 국가에 할양했다. 이를 계기로 헝가리에서는 보수파 세력, 민족주의 세력의 영향력이 확대되었다.
헝가리는 1938년 11월 2일에 있었던 제1차 빈 중재, 1940년 8월 30일에 있었던 제2차 빈 중재를 통해 영토를 확장했다. 또한 1939년 3월 17일에는 체코슬로바키아로부터 독립을 선언한 카르파티아 우크라이나를 침공하고 합병시켰다.
헝가리는 제2차 세계 대전이 진행 중이던 1940년 11월 20일에 삼국 동맹 조약을 체결하면서 추축국 진영에 가담했다. 1941년 3월 27일에는 유고슬라비아 왕국이 삼국 동맹 조약을 탈퇴하자 유고슬라비아를 침공하고 친(親)독일 성향의 괴뢰 정부를 수립했다. 1941년 6월 22일에 나치 독일이 바르바로사 작전을 통해 소련을 침공하면서 헝가리도 소련에 선전포고를 했다.
나치 독일이 소련과의 전투에서 번번히 패배하면서 전세가 불리해지자 헝가리는 추축국 진영에서 탈퇴하기로 결정했다. 이에 나치 독일은 1944년 10월 11일 판처파우스트 작전을 통해 헝가리를 침공했고 헝가리에서는 살러시 페렌츠가 이끄는 친(親)나치 성향의 정당인 화살십자당이 쿠데타를 일으켰다. 이 과정에서 화살십자당은 호르티 미클로시 섭정을 납치했고 나치 독일의 괴뢰 정권인 국민단결정부를 수립했다.
1944년 12월 21일에는 소련의 지원을 받은 헝가리 공산당, 독립 소자작농당, 국가 농민당, 헝가리 사회민주당을 중심으로 결성된 기구인 헝가리 최고국가평의회가 데브레첸에서 수립되었다. 이 기구는 헝가리 제1군 사령관을 역임했던 미클로시 벨러를 임시 정부 수반으로 추대했다. 1945년 3월에는 소련 군대가 헝가리를 침공했고 1945년 5월 7일에는 살러시 페렌츠를 중심으로 한 국민단결정부가 붕괴되었다. 1946년 2월 1일에 헝가리 제2공화국이 수립되면서 헝가리 왕국은 소멸되었다.

## 같이 보기
- 제2차 세계 대전 기간의 헝가리
- 연합국 (제2차 세계 대전)
- 추축국